# Fischreiher (Ruth Meisner)

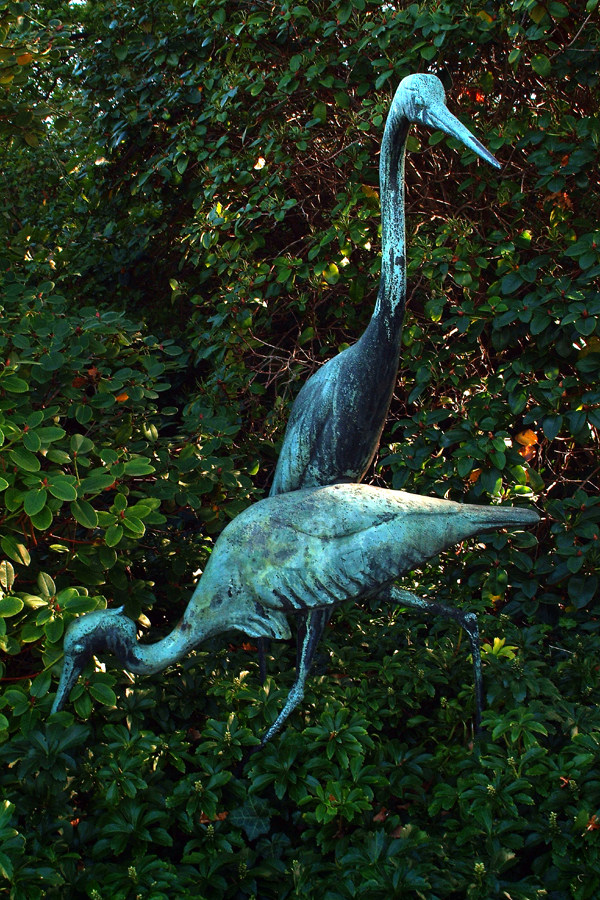
Ruth Meisners 1950 neugegossene Gruppe Fischreiher für die Bundesgartenschau 1951 im Stadtpark von Hannover

Die Gruppe Fischreiher in Hannover ist eine denkmalgeschützte Plastik der Bildhauerin und Keramikerin Ruth Meisner. Heutiger Standort der dargestellten Fischreiher ist der Stadtpark im Stadtteil Zoo.

## Geschichte
Ruth Meisner, die erst 1932 nach Hannover gezogen war, schuf die Plastik für die nach dem Bau des Maschsees dort am Südwestufer im November 1935 eingeweihte Maschseequelle nahe dem Strandbad. Die Skulpturengruppe wurde im Zweiten Weltkrieg nicht durch die  Nationalsozialisten zu Kriegszwecken eingeschmolzen, anders etwa die Figur des Oskar Winter am Holzmarktbrunnen. Stattdessen wurde sie 1950 gestohlen.
Nach dem Diebstahl wurde die Figurengruppe neu gegossen und anlässlich der Bundesgartenschau 1951 im Stadtpark von Hannover aufgestellt. Erster Standort war das 1913/14 erbaute, langgezogene Wasserbecken, damals noch in der Achse der Stadthalle, in dem anstelle der Leuchtfontäne nun übergangsweise die Fischreiher auf einem mit Wasser überflossenen Steinsockel aufgestellt wurden. Als zum 50-jährigen Jubiläum der Stadthalle ein verkleinertes Becken mit dann 14 Fontänen und jeweils 36 Düsen für die Belebung des nun nicht mehr in der Achse der Stadthalle stehenden Bassins sorgte, wurden die Fischreiher in die nahegelegenen Buschanlagen versetzt.